# Халимончик, Никита Александрович
Никита Александрович Халимончик (бел. Мікіта Аляксандравіч Халімончык; род. 3 января 2000, Минск) — белорусский футболист, защитник.

## Клубная карьера
Воспитанник минского СДЮШОР-5, где его первым тренером был Игорь Рассолько. Затем перешёл в «Динамо». В 2016 году начал выступать за дублирующий состав столичного клуба. 29 июля 2018 года сыграл свою первую игру за основной состав. В матче 1/16 финала Кубка Беларуси с «Энергетиком-БГАТУ» Халимончик вышел на поле на 70-й минуте вместо Максима Швецова. В начале 2019 года он был привлечён к тренировкам с основным составом, но первую половину сезона провёл в дубле. 16 июня состоялся его дебют в Высшей лиге Беларуси. Халимончик вышел на поле в стартовом составе команды на матч с «Энергетиком-БГУ» и провёл на поле все 90 минут.
В июле 2020 года отправился в аренду в «Смолевичи». Аренда была рассчитана на полгода, поэтому в декабре 2020 вернулся в столичный клуб.
Проходил просмотр в «Белшине», однако начало 2021 года прошло в составе минского «Динамо», выступая в основном за дубль команды. В июле 2021 года отправился в аренду в гродненский «Неман», где стал игроком основного состава. В декабре 2021 вернулся назад в «Динамо».
В начале 2022 года тренировался с динамовцами, в феврале был отдан в аренду «Минску». Дебютировал за клуб 3 апреля 2022 года против «Витебска». В декабре 2022 года покинул клуб по истечении срока аренды.
В январе 2023 года тренировался с бобруйской «Белшиной». В феврале 2023 года футболист находился в распоряжении «Сморгони». В марте 2023 года футболист присоединился к дзержинскому «Арсеналу». В августе 2024 года покинул клуб

## Карьера в сборной
В октябре 2018 года в составе юношеской сборной Беларуси принимал участие в отборочном турнире к чемпионату Европы. Халимончик принял участие во всех трёх матчах своей команды на данном этапе.

## Достижения
«Динамо» Минск
- Победитель турнира дублёров: 2018

«Арсенал» Дзержинск
- Победитель Первой лиги: 2023

## Статистика выступлений

### Клубная статистика
| Выступление      | Выступление      | Выступление      | Лига | Лига | Кубки | Кубки | Конт. кубки | Конт. кубки | Итого | Итого |
| Клуб             | Лига             | Сезон            | Игры | Голы | Игры  | Голы  | Игры        | Голы        | Игры  | Голы  |
| ---------------- | ---------------- | ---------------- | ---- | ---- | ----- | ----- | ----------- | ----------- | ----- | ----- |
| Динамо (Минск)   | Высшая лига      | 2018             | 0    | 0    | 0     | 0     | 0           | 0           | 0     | 0     |
| Динамо (Минск)   | Высшая лига      | 2019             | 2    | 0    | 1     | 0     | 0           | 0           | 3     | 0     |
| Динамо (Минск)   | Высшая лига      | 2020             | 0    | 0    | 1     | 0     | 0           | 0           | 1     | 0     |
| Динамо (Минск)   | Высшая лига      | 2021             | 1    | 0    | 0     | 0     | 0           | 0           | 1     | 0     |
| Динамо (Минск)   | Итого            | Итого            | 3    | 0    | 2     | 0     | 0           | 0           | 5     | 0     |
| → Смолевичи      | Высшая лига      | 2020             | 9    | 0    | 0     | 0     | 0           | 0           | 9     | 0     |
| → Смолевичи      | Итого            | Итого            | 9    | 0    | 0     | 0     | 0           | 0           | 9     | 0     |
| → Неман          | Высшая лига      | 2021             | 13   | 0    | 1     | 0     | 0           | 0           | 14    | 0     |
| → Неман          | Итого            | Итого            | 13   | 0    | 1     | 0     | 0           | 0           | 14    | 0     |
| Всего за карьеру | Всего за карьеру | Всего за карьеру | 25   | 0    | 3     | 0     | 0           | 0           | 28    | 0     |